# Saltos ornamentais no Campeonato Mundial de Esportes Aquáticos de 2013 - Trampolim 3 m individual masculino
A prova de trampolim 3 m individual masculino dos saltos ornamentais no Campeonato Mundial de Esportes Aquáticos de 2013 foi realizada entre os dias 25 de julho e 26 de julho na Piscina Municipal de Montjuïc em Barcelona. 

## Calendário
| Fase       | Data        |
| ---------- | ----------- |
| Preliminar | 25 de julho |
| Semifinal  | 25 de julho |
| Final      | 26 de julho |

## Medalhistas
| Ouro           | Prata                  | Bronze               |
| He Chong (CHN) | Evgeny Kuznetsov (RUS) | Yahel Castillo (MEX) |

## Resultados
Esses foram os resultados da competição.
| Pos.              | Saltador               | Nacionalidade        | Preliminar | Preliminar | Semifinal | Semifinal | Final  | Final |
| Pos.              | Saltador               | Nacionalidade        | Pontos     | Pos.       | Pontos    | Pos       | Pontos | Pos   |
| ----------------- | ---------------------- | -------------------- | ---------- | ---------- | --------- | --------- | ------ | ----- |
| Medalha de ouro   | He Chong               | China                | 421.85     | 6          | 483.15    | 2         | 544.95 | 1     |
| Medalha de prata  | Evgeny Kuznetsov       | Rússia               | 419.40     | 8          | 476.00    | 3         | 508.00 | 2     |
| Medalha de bronze | Yahel Castillo         | México               | 438.25     | 5          | 465.90    | 4         | 498.30 | 3     |
| 4                 | Illya Kvasha           | Ucrânia              | 457.15     | 2          | 420.95    | 11        | 494.10 | 4     |
| 5                 | Qin Kai                | China                | 417.50     | 9          | 493.65    | 1         | 473.25 | 5     |
| 6                 | Javier Illana          | Espanha              | 439.70     | 4          | 434.45    | 8         | 468.15 | 6     |
| 7                 | Patrick Hausding       | Alemanha             | 409.40     | 13         | 447.75    | 5         | 445.75 | 7     |
| 8                 | Sho Sakai              | Japão                | 421.75     | 7          | 416.10    | 12        | 433.40 | 8     |
| 9                 | Constantin Blaha       | Áustria              | 385.00     | 18         | 438.50    | 7         | 429.45 | 9     |
| 10                | Oleksandr Gorshkovozov | Ucrânia              | 392.50     | 17         | 433.95    | 9         | 425.85 | 10    |
| 11                | Grant Nel              | Austrália            | 416.40     | 10         | 440.05    | 6         | 420.75 | 11    |
| 12                | Kristian Ipsen         | Estados Unidos       | 413.90     | 12         | 427.55    | 10        | 413.35 | 12    |
| 13                | Stefanos Paparounas    | Grécia               | 407.40     | 14         | 414.50    | 13        | 34     | 13    |
| 14                | Ilya Zakharov          | Rússia               | 396.15     | 16         | 414.20    | 14        | 33     | 14    |
| 15                | César Castro           | Brasil               | 402.60     | 15         | 409.65    | 15        | 32     | 15    |
| 16                | Jack Laugher           | Reino Unido          | 471.85     | 1          | 405.10    | 16        | 31     | 16    |
| 17                | Yorick de Bruijn       | Países Baixos        | 414.70     | 11         | 390.05    | 17        | 30     | 17    |
| 18                | Stephan Feck           | Alemanha             | 440.90     | 3          | 361.35    | 18        | 29     | 18    |
| 19                | Tommaso Rinaldi        | Itália               | 383.95     | 19         | 28        | 19        | 28     | 19    |
| 20                | François Imbeau-Dulac  | Canadá               | 374.60     | 20         | 27        | 20        | 27     | 20    |
| 21                | Riley McCormick        | Canadá               | 374.50     | 21         | 26        | 21        | 26     | 21    |
| 22                | Kim Yeong-Nam          | Coreia do Sul        | 373.20     | 22         | 25        | 22        | 25     | 22    |
| 23                | Chew Yi Wei            | Malásia              | 368.75     | 23         | 24        | 23        | 24     | 23    |
| 24                | Xie Zhen               | Hong Kong            | 366.00     | 24         | 23        | 24        | 23     | 24    |
| 25                | Espen Valheim          | Noruega              | 364.85     | 25         | 22        | 25        | 22     | 25    |
| 26                | Rene Hernández         | Cuba                 | 364.30     | 26         | 21        | 26        | 21     | 26    |
| 27                | Andrzej Rzeszutek      | Polónia              | 358.25     | 27         | 20        | 27        | 20     | 27    |
| 28                | Michele Benedetti      | Itália               | 356.40     | 28         | 19        | 28        | 19     | 28    |
| 29                | Ooi Tze Liang          | Malásia              | 354.45     | 29         | 18        | 29        | 18     | 29    |
| 30                | Sebastian Morales      | Colômbia             | 351.40     | 30         | 17        | 30        | 17     | 30    |
| 31                | Chris Mears            | Reino Unido          | 348.15     | 31         | 16        | 31        | 16     | 31    |
| 32                | Daniel Islas           | México               | 347.15     | 32         | 15        | 32        | 15     | 32    |
| 33                | Espen Bergslien        | Noruega              | 340.05     | 33         | 14        | 33        | 14     | 33    |
| 34                | Yona Knight-Wisdom     | Jamaica              | 339.30     | 34         | 13        | 34        | 13     | 34    |
| 35                | Cho Kwan-Hoon          | Coreia do Sul        | 337.05     | 35         | 12        | 35        | 12     | 35    |
| 36                | Yauheni Karaliou       | Bielorrússia         | 335.80     | 36         | 11        | 36        | 11     | 36    |
| 37                | Vinko Paradzik         | Suécia               | 330.75     | 37         | 10        | 37        | 10     | 37    |
| 38                | Edickson Contreras     | Venezuela            | 330.45     | 38         | 9         | 38        | 9      | 38    |
| 39                | Jorge Luis Pupo        | Cuba                 | 321.40     | 39         | 8         | 39        | 8      | 39    |
| 40                | Chola Chanturia        | Geórgia              | 317.50     | 40         | 7         | 40        | 7      | 40    |
| 41                | Frandiel Gomez         | República Dominicana | 309.10     | 41         | 6         | 41        | 6      | 41    |
| 42                | Nicolás García         | Espanha              | 307.10     | 42         | 5         | 42        | 5      | 42    |
| 43                | Jesus Liranzo          | Venezuela            | 292.95     | 43         | 4         | 43        | 4      | 43    |
| 44                | Abbas Abdulrahman      | Kuwait               | 289.45     | 44         | 3         | 44        | 3      | 44    |
| 45                | Akhmad Sukran Jamjami  | Indonésia            | 225.35     | 45         | 2         | 45        | 2      | 45    |
| 46                | Argenis Alvarez        | República Dominicana | 200.75     | 46         | 1         | 46        | 1      | 46    |